# 關關同立
關關同立（日语：／ kankandōritsu */?）是指位於日本近畿（關西）地方的4所著名私立大學，即關西大學、關西學院大學、同志社大學、立命館大學。這4所學校被普遍視為近畿地方的頂尖私立大學及「難關大學」（意指難以考入的大學）。
關關同立有著許多共同的特點：它們都是日本名校、此外它們也是日本歷史悠久的大學。和公立大学一样，它們同时接受政府資助和私人捐赠，用于學術研究。

## 概要

### 称谓的源起
此語彙之起源為關西六大學野球連盟的傳統之戰關關戰（關西大學對關西學院大學）與同立戰（同志社大學對立命館大學）。位於阪神地區的關西大學和關西學院大學，與位於京都的同志社大學與立命館大學彼此之間抱有強烈的競爭意識，而關關同立之大學棒球對抗賽也被這四所學校的學生們視為彼此之間的競爭手段，並十分受到學生們的歡迎。而近年來關西地區的升大學補習班之間也開始使用此語彙。關關同立的学生很多都来自日本的西部地区，特别是京都、大阪、以及神戸地區。

## 院校名单

### 各自成立年代
| 学院名称                                        | 成立年代 | 創立之初名   | 位置         | 创校宗教派系                    |
| ----------------------------------------------- | -------- | ------------ | ------------ | ------------------------------- |
| 關西大學 関西大学 Kansai daigaku                | 1886年   | 關西法律学校 | 大阪府吹田市 | 無宗派                          |
| 關西學院大學 関西学院大学 Kansei gakuin daigaku | 1889年   | 關西学院     | 兵庫県西宮市 | 循道宗（Methodism）             |
| 同志社大學 同志社大学 Dōshisha daigaku          | 1875年   | 同志社英学校 | 京都府京都市 | 公理会（Congregational Church） |
| 立命館大學 立命館大学 Ritsumeikan daigaku       | 1900年   | 京都法政学校 | 京都府京都市 | 無宗派                          |

## 图集

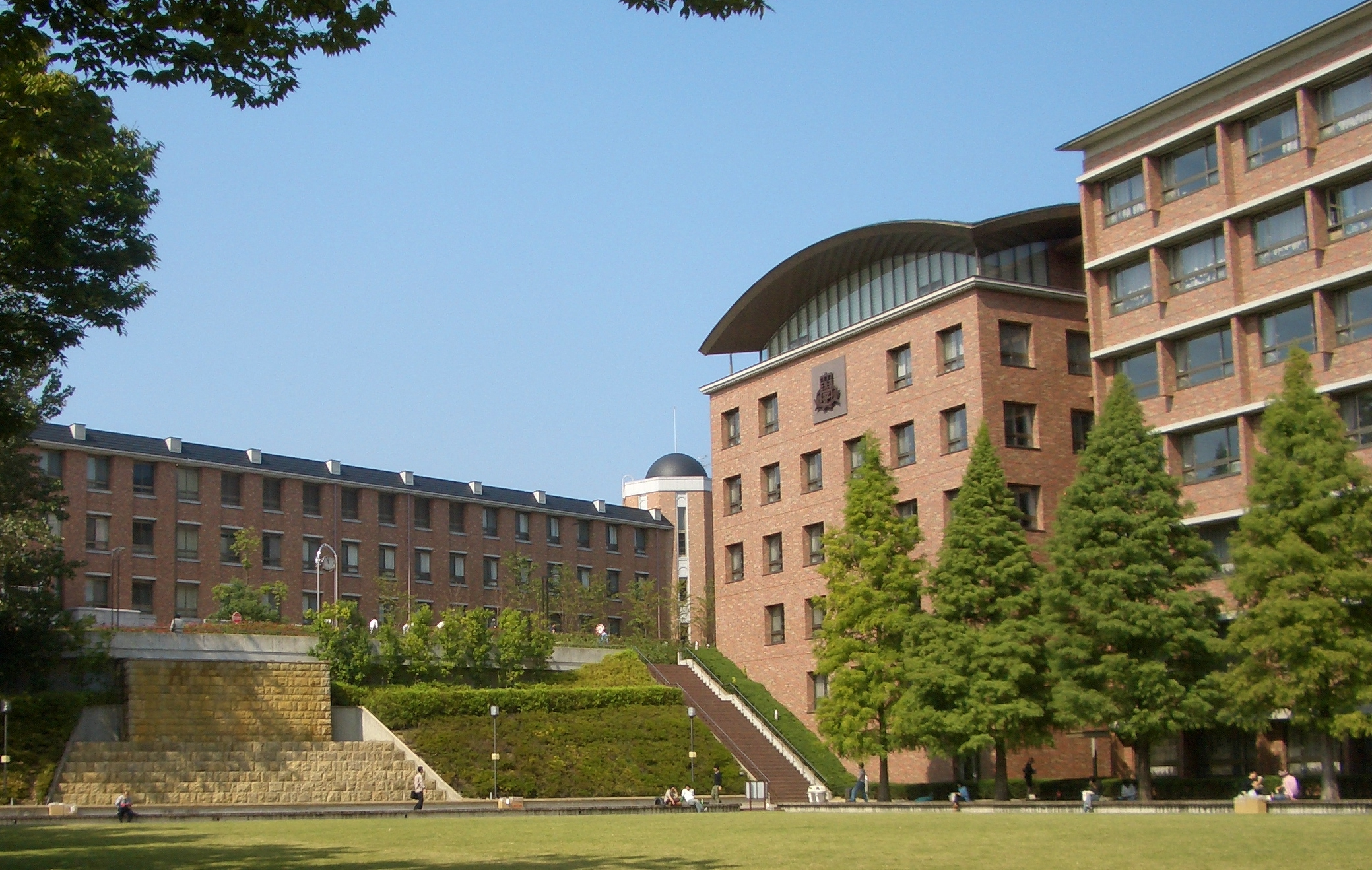
關西大學
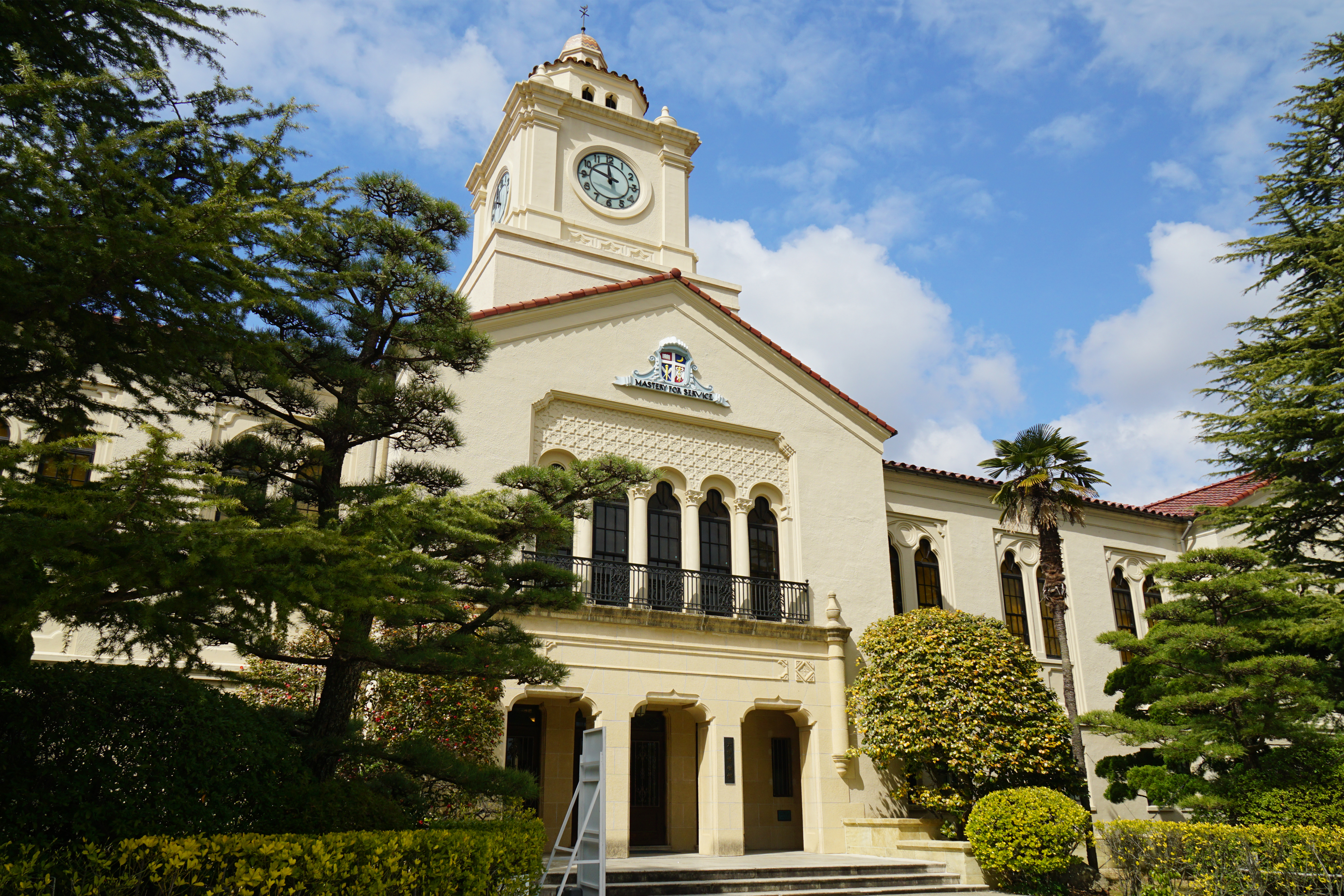
關西學院大學
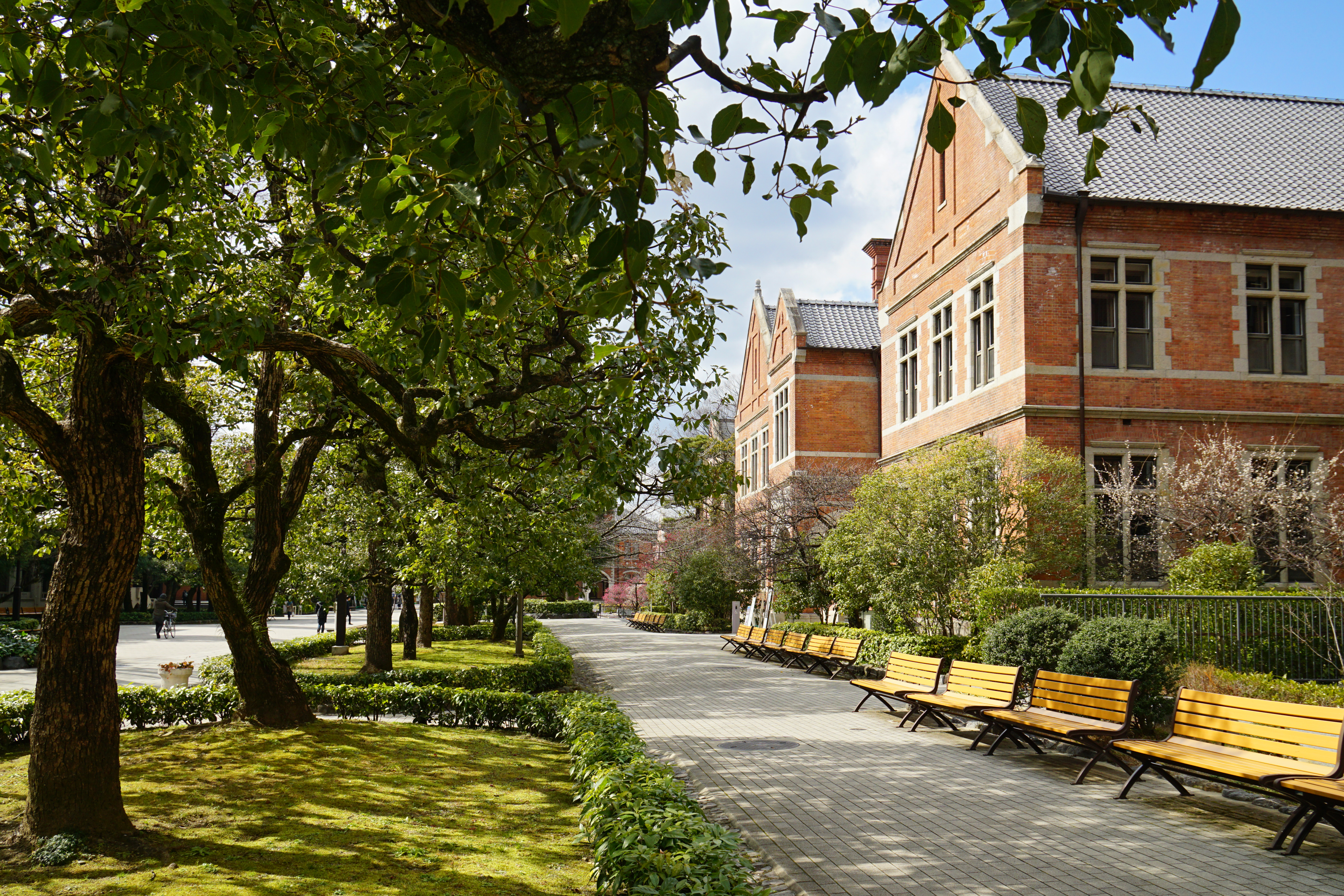
同志社大學
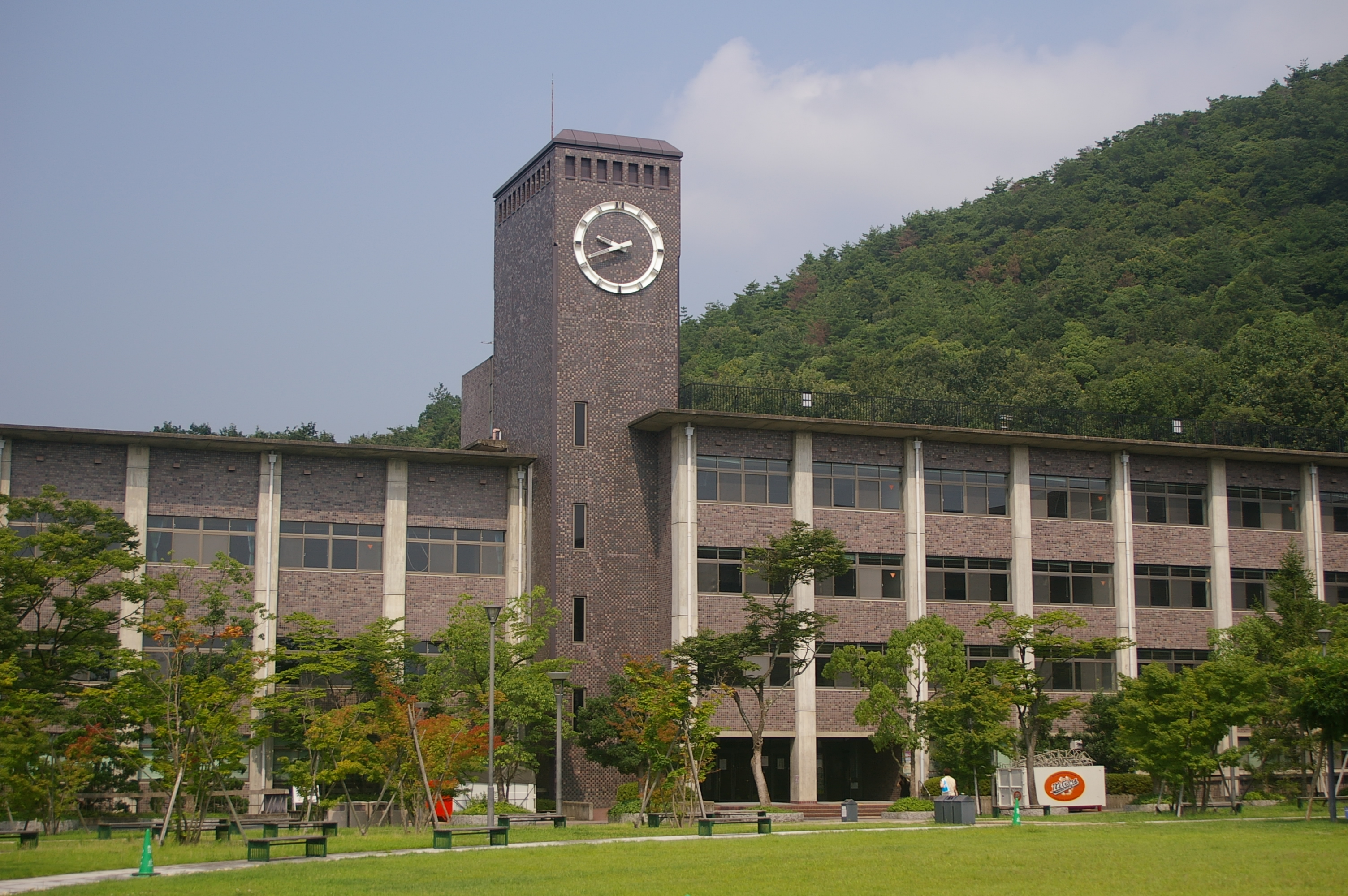
立命館大學

## 大眾文化
古老的關關同立也在不少著名小說及電視電影節目裡出現。有關作品包括：《八重之櫻》、《鴨川荷爾摩》、《阪急电车》、《若大將系列》、《且听风吟》等等。